# 946
| [ Edytuj tabelę ]              |                                                              |
| Książę Polski                  | - 940 Siemomysł 960                                          |
| Król Anglii                    | - 939 Edmund Starszy 946 - 946 Edred 955                     |
| Hrabia Aragonii                | - 922 Andregota Galíndez 972                                 |
| Hrabia Aragonii i król Nawarry | - 926 Garcia I 970                                           |
| Hrabia Barcelony               | - 911 Sunyer I 947                                           |
| Książę Bawarii                 | - 938 Bertold 947                                            |
| Książę Burgundii               | - 923 Hugo Czarny 952                                        |
| Cesarz Bizancjum               | - 913 Konstantyn VII Porfirogeneta 959                       |
| Car Bułgarii                   | - 927 Piotr I 969                                            |
| Książę Czech                   | - 935 Bolesław I Srogi 972                                   |
| Król Danii                     | - 940 Gorm Stary 958                                         |
| Władca Egiptu                  | - 935 Muhammad Ibn Tughdż 946 - 946 Abu al-Kasim Unudżur 960 |
| Król Franków zachodnich        | - 936 Ludwik IV Zamorski 954                                 |
| Hrabia Holandii                | - 939 Dirk II 988                                            |
| Cesarz Japonii                 | - 930 Suzaku 946 - 946 Murakami 967                          |
| Kalif                          | - 944 Al-Mustakfi 946 - 946 Al-Muti 974                      |
| Hrabia Kastylii                | - 923 Ferdinand Gonzalez 970                                 |
| Król Khmerów                   | - 944 Radżendrawarman II 968                                 |
| Wielki książę Kijowa           | - 945 Światosław I 972                                       |
| Patriarcha Konstantynopola     | - 933 Teofilakt 956                                          |
| Władca Korei                   | - 945 Chŏngjong 949                                          |
| Król Leónu                     | - 931 Ramiro II 950                                          |
| Król Norwegii                  | - 933 Haakon Dobry 961                                       |
| Hrabia Palatynatu              | - 945 Hermann Pusillus 994                                   |
| Papież                         | - 942 Maryn II 946 - 946 Agapit II 955                       |
| Hrabia Portugalii              | - 924 Mendo I i Mumadona Dias 950                            |
| Książę Saksonii                | - 936 Otton I Wielki 961                                     |
| Król Szkocji                   | - 943 Malcolm I 954                                          |
| Doża Wenecji                   | - 942 Pietro III Candiano 959                                |
| Książę Węgier                  | - 907 Zoltán 947                                             |

Rok 946 / CMXLVI
stulecia: IX wiek ~
X wiek ~
XI wiek

lata: 936 «
941 «
942 «
943 «
944 «
945 «
946
» 947
» 948
» 949
» 950
» 951
» 956

## Wydarzenia
- 10 maja – Agapit II został papieżem.
- 26 maja – Edred został królem Anglii.
- Murakami objął tron cesarski Japonii.
- Podbicie plemienia Drewlan przez księżną Olgę Kijowską.
- Wybuch wulkanu Paektu-san w Korei[1].

## Zmarli
- 26 stycznia – Edyta Angielska, żona Ottona I (ur. 910)
- 26 maja – Edmund Starszy, król Anglii (ur. 921).
- 1 sierpnia – Ali ibn Isa ibn al-Dżarrah, perski urzędnik kalifatu Abbasydów, wezyr (ur. 859)
- 18 sierpnia – Jan Rilski, bułgarski mnich (ur. 876).
- 21 września – Maur, biskup Ceseny.
- Konstantyn Lekapen, cesarz bizantyński.
- Maryn II, papież od 942 (ur. ?).